# Захарчук Олексій Миколайович
Олексі́й (Олекса) Микола́йович Захарчу́к  (2 лютого 1929, Іллінці — 25 березня 2013, Київ) — український живописець, майстер пейзажного живопису, графік, Заслужений художник України (2005).

## Короткий життєпис
В 1943-44 роках в часі Другої світової війни брав участь у партизанському русі на Вінниччині в 2-й партизанській бригаді ім. Сталіна.
1944-48 роки — перебував в дитячому будинку у Харкові. В 1945-50 роках навчався у Харківському художньому училищі.
1949 прийняв першу «пробу пензля» на обласній художній виставці у Харкові.
У 1957 закінчив Київський художній інститут (навчався з 1950), навчителями були Т. Яблонська, С.Григор'єв.
З 1966 року — член Спілки художників України, бере участь в республіканських, всесоюзних та міжнародних виставках.
1968 року підписав листа на захист В'ячеслава Чорновола, Гінзбурга та Галанського, за що зазнав утисків.
В 2002 році став лауреатом мистецької премії «Київ» в галузі пейзажного живопису ім. С. Шишка.
У 2014 році було створено галерею-музей Олекси Захарчука «Синій вечір» на Лівому березі у Києві (адреса: Микільсько-Слобідська 1а).
Автор творів:
- «Жито цвіте» (1961),
- «Замріяне озеро» (1968);
- розпис бібліотеки-музею А.Гайдара в Каневі (1965—1966),
- «Літній день на озері» (1974)
- Краєвід з Чернечої гори. Канів"1980
- «Напровесні»1981
- «Древній Київ. Поділ» (1980—1985),
- «Зійшов місяць»,
- «Дорога на Клочков» (обидві — 1985-87),
- «Старокиївські пагорби»,
- «Гаї над Сновом»,
- «Гаї над седнівськими луками»,
- «Надвечір'я. Річка Снов»,
- «Тригорське. Річка Сороть» (всі — 1983-88),
- «Вечір. Довбичка» (1992),
- «Київські пагорби» (1993).
- Річка Сула.1999
- Сула. Пам яті К.Білокур 2000
- Вечір. Шеки.2001